# مامادو دياوارا
مامادو دياوارا (بالفرنسية: Mamadou Diawara)‏ هو لاعب كرة قدم فرنسي من مواليد 26 يوليو 1989، يشغل مركز مهاجم.

## روابط خارجية
- مامادو دياوارا على موقع قاعدة بيانات كرة القدم.إي يو (الإنجليزية)
- مامادو دياوارا على موقع Soccerway.com (الإنجليزية)
- مامادو دياوارا على موقع كووورة